# Salvia clausa
Salvia clausa là một loài thực vật có hoa trong họ Hoa môi. Loài này được Vell. miêu tả khoa học đầu tiên năm 1829.